# Kanton Ville-sur-Tourbe
Ville-sur-Tourbe is een voormalig kanton van het Franse departement Marne. Het kanton maakte deel uit van het arrondissement Sainte-Menehould.
Het werd opgeheven bij decreet van 21 februari 2014 met uitwerking in maart 2015.

## Gemeenten
Het kanton Ville-sur-Tourbe omvatte de volgende gemeenten:
- Berzieux
- Binarville
- Cernay-en-Dormois
- Fontaine-en-Dormois
- Gratreuil
- Malmy
- Massiges
- Minaucourt-le-Mesnil-lès-Hurlus
- Rouvroy-Ripont
- Saint-Thomas-en-Argonne
- Servon-Melzicourt
- Sommepy-Tahure
- Vienne-la-Ville
- Vienne-le-Château
- Ville-sur-Tourbe (hoofdplaats)
- Virginy
- Wargemoulin-Hurlus